# Gayil jezik
Gayil jezik (gayl, gayi, galila, gelila, sjeverni ari; ISO 639-3: gyl), novopriznati južnoomotski jezik afrazijske porodice, kojim govori 55 700 ljudi (2007) u području rijeke Omo u Etiopiji
. Priznat je podjelom jezika aari, čiji je identifikator bio [aiz] na jezike aari (s novim identifikatorom [aiw]) i Gayil [gyl], što je usvojeno 2008 godine, do kada se smatrao jednim od aari dijalekata.